# Luis Melián Lafinur
Luis Melián Lafinur (10 de gener de 1850 - 1939) fou un jurista, assagista, diplomàtic, professor i polític uruguaià.

## Biografia
Era fill de Bernardo Melián i de Florencia Lafinur.
Va obtenir el seu títol d'advocat a la Universitat de Buenos Aires el 1870. Va participar en dos aixecaments armats: la Revolució del Quebracho el 1886 i novament a la Revolució de 1904. Conjuntament amb Carlos María de Pena va fundar la Unió Liberal el 1891.
Va representar l'Uruguai a la Conferència Panamericana de 1906 a Rio de Janeiro, i al mateix temps va ser nomenat Ministre Plenipotenciari davant els Estats Units, Mèxic i Cuba.
En la seva activitat periodística va arribar a ser editor de dos periòdics, El Plata i La Razón.
En el període 1908-1909 va presidir l'Ateneu de Montevideo.
Era l'oncle de l'autor argentí Jorge Luis Borges, qui parla d'ell en la seva narrativa Funes, el memorioso i al poema The Dagger.